# Lucas Marcos Meireles
Lucas Marcos Meireles (22 de septiembre de 1995) es un futbolista brasileño que juega como delantero en el Fagiano Okayama de la J1 League.

## Trayectoria

### Clubes
| Club                        | País                | Año       |
| --------------------------- | ------------------- | --------- |
| Arsenal-MG                  | Brasil              | 2016      |
| FK Makedonija Gjorče Petrov | Macedonia del Norte | 2017      |
| KF Renova                   | Macedonia del Norte | 2017-2018 |
| SC Gjilani                  | Kosovo              | 2018      |
| Apollon Larissa F. C.       | Grecia              | 2018-2019 |
| Kagoshima United FC         | Japón               | 2019-2020 |
| Zweigen Kanazawa (cedido)   | Japón               | 2020      |
| Matsumoto Yamaga F. C.      | Japón               | 2021-2022 |
| Fagiano Okayama             | Japón               | 2023-     |